# Usedlost čp. 9 (Dolany)
Usedlost čp. 9 pochází ze 2. poloviny 19. století a je situovaná na obecní návsi v Dolanech v okrese Plzeň-sever. Jedná se o klasický příklad venkovského roubeného statku s lomenicí. Od 3. května 1958 je objekt kulturní památkou.

## Historie a popis
Stavení o dvou a šesti okenních osách na odbélném půdorysu pochází ze 2. poloviny 19. století. Kryto je sedlovou střechou. V trojúhelníkovém štítě se nachází skládaná lomenice do tvaru slunce. V interiéru jsou zachovalé trámové stropy a dispozice bývalé černé kuchyně.